# Оксалат бария
Оксалат бария — соль бария и щавелевой кислоты. Представляет собой белый порошок без запаха. Плохо растворим в воде, растворим в соляной, азотной и уксусной (при нагревании) кислотах. При нагревании до 180°C теряет кристаллизационную воду. При прокаливании  разлагается с образованием карбоната бария.

## Применение
Иногда используется как зеленый краситель в пиротехнических изделиях.

## Токсичность
При попадании на кожу вызывает раздражение, при попадании внутрь вызывает тошноту, рвоту и почечную недостаточность.